# Őrség
Őrség este o arie protejată (arie de protecție specială avifaunistică — SPA) din Ungaria întinsă pe o suprafață de 45.694,33 ha, integral pe uscat.

## Localizare
Centrul sitului Őrség este situat la coordonatele 46°51′05″N 16°23′30″E / 46.8514°N 16.3917°E.

## Înființare
Situl Őrség a fost declarat arie de protecție specială avifaunistică în mai 2004 pentru a proteja 24 de specii de animale.

## Biodiversitate
Situată în ecoregiunea panonică, aria protejată nu include niciun habitat protejat.
La baza desemnării sitului se află mai multe specii protejate de  păsări (24): fluierar de munte (Actitis hypoleucos), pescăruș albastru (Alcedo atthis), caprimulg (Caprimulgus europaeus), barză albă (Ciconia ciconia), barză neagră (Ciconia nigra), porumbel de scorbură (Columba oenas), cristeiul de câmp (Crex crex), ciocănitoarea de stejar (Dendrocopos medius), ciocănitoare de grădină (Dendrocopos syriacus), ciocănitoare neagră (Dryocopus martius), muscar-gulerat (Ficedula albicollis), codalb (Haliaeetus albicilla), stârc pitic (Ixobrychus minutus), sfrâncioc roșiatic (Lanius collurio), ciocârlie de pădure (Lullula arborea), gaia neagră (Milvus migrans), codobatură de munte (Motacilla cinerea), ciuf-pitic (Otus scops), viespar (Pernis apivorus), ciocănitoare verzuie (Picus canus), cresteț cenușiu (Porzana parva), pițigoi-pungar (Remiz pendulinus), lăstun de mal (Riparia riparia), silvie porumbacă (Sylvia nisoria).
Pe lângă speciile protejate, pe teritoriul sitului au mai fost identificate 5 specii de plante, 1 specie de nevertebrate.